# Klingleinsgraben (Erlbach)
Der Klingleinsgraben ist ein etwa 1 km langer Bach in der Gemeinde Haundorf des bayerischen Landkreises Weißenburg-Gunzenhausen, der in Obererlbach von links in den bei Höfstetten in die Fränkische Rezat mündenden Erlbach einfließt.

## Geographie

### Verlauf
Der Klingleinsgraben entspringt einer Quelle am bewaldeten Hang des Klingenbergs nordwestlich von Obererlbach auf etwa 455 m ü. NHN. Er fließt im Zickzack und an zwei isolierten Häusern von Obererlbach vorbei den Hang hinab und erreicht nach etwa 150 Metern den Grund seines Tales, in dem er von nur wenigen Bäumen am Ufer begleitet und erst zwischen Feldern, später zwischen einem Neubaugebiet von Erlbach am linken Hang und rechts Feldern in etwa östliche Richtung fließt. Nach etwa drei Viertel seines Weges geht er am Beginn der Hohlgasse und der geschlossenen Bebauung des Dorfes in eine Verdolung, die sich nach Südosten kehrt, zuletzt die dort Spalter Straße genannte B 466 unterquert und aus welcher der Klingleinsgraben dann auf etwa 395 m ü. NHN von links in den Erlbach einfließt.

### Einzugsgebiet
Der Klingleinsgraben hat ein etwa 0,7 km² großes Einzugsgebiet, das naturräumlich zum Nördlichen Spalter Hügelland im Mittelfränkischen Becken gehört. Der höchste Punkt an der Nordwestecke erreicht wenig über 525 m ü. NHN. Die Hanglagen im Norden am Klingenberg sind meist bewaldet, die tieferen meist von Äckern eingenommen, um den Unterlauf steht dann ein Teil des Dorfes Obererlbach, dem einzigen Siedlungsplatz darin. Es liegt wie fast das ganze Einzugsgebiet im Gemeindegebiet von Haundorf; allein auf der Hochebene gehört ein kleiner Randzwickel zur Gemeinde Mitteleschenbach im Nachbarlandkreis Ansbach.
Reihum grenzen die Einzugsgebiete der folgenden Nachbargewässer an:
- Im Süden und Südwesten fließt der Saubach in ähnlicher Richtung etwas weiter oben in  Obererlbach zum bei Höfstetten in die Fränkische Rezat mündenden Erlbach;
- jenseits des Höhenrückens im Norden erreicht der Abfluss über den Bremenweisbach und den Weihersbach den weiter oben bei Untereschenbach in die Fränkische Rezat mündenden Erlbach;
- im Osten läuft eine anscheinend meist wasserlose Erosionsmulde etwas abwärts des Klingleinsgrabens zum Erlbach.

## Geologie
Auf dem Hochplateau über dem Klingenberg liegt Feuerletten (Trossingen-Formation), am Hang darunter streichen nacheinander Oberer und Mittlerer Burgsandstein aus und in der Talmulde liegt, wo er nicht vom quartären Schwemmlandband um den Bach überlagert ist, Unterer Burgsandstein, alle drei Subformationen der Löwenstein-Formation.

## Tourismus
Auf dem Höhenrücken über dem Klingenberg folgt die Rangaulinie des Main-Donau-Wegs auf ihrem Abschnitt zwischen Selgenstadt und Theilenberg der nördlichen Wasserscheide.

### BayernAtlas („BA“)
Amtliche Online-Gewässerkarte mit passendem Ausschnitt und den hier benutzten Layern: Lauf und Einzugsgebiet des Klingleinsgrabens

Allgemeiner Einstieg ohne Voreinstellungen und Layer: BayernAtlas der Bayerischen Staatsregierung (Hinweise)
1. 1 2 3  Höhe abgefragt auf dem Hintergrundlayer Amtliche Karte (Rechtsklick).
2. ↑  Länge abgemessen auf dem Hintergrundlayer Amtliche Karte.
3. ↑  Einzugsgebiet abgemessen auf dem Hintergrundlayer Amtliche Karte.
4. ↑  Geologie nach dem Layer Geologischen Karte 1:25.000.

### Sonstige
1. ↑  Franz Tichy: Geographische Landesaufnahme: Die naturräumlichen Einheiten auf Blatt 163 Nürnberg. Bundesanstalt für Landeskunde, Bad Godesberg 1973. → Online-Karte (PDF; 4,0 MB)